# Saka (ritueel)

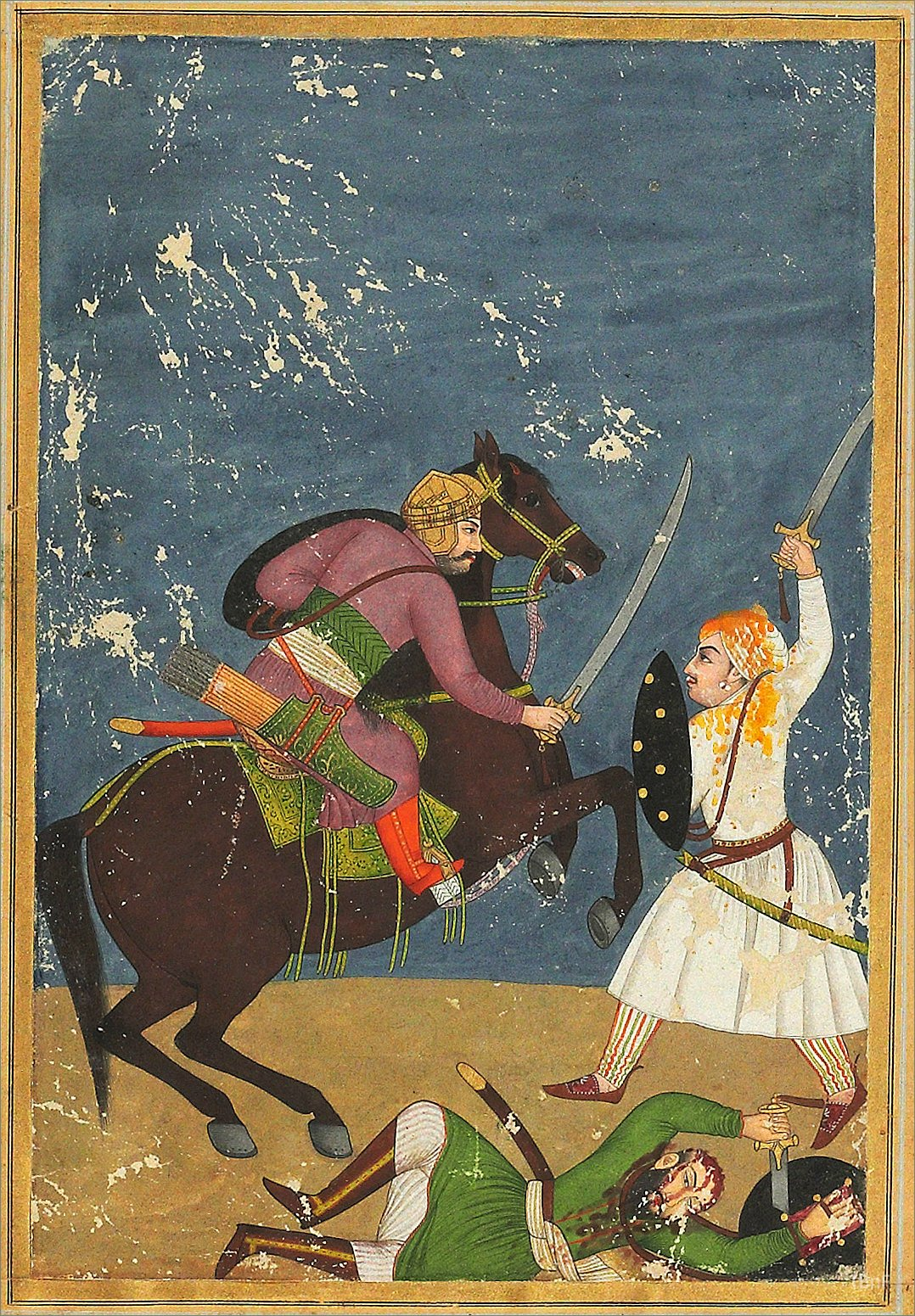
Rajput strijder (rechts) als zinnebeeld van heldhaftigheid

Saka (ook wel: shaka) is in de geschiedenis van India een hindoeïstisch ritueel waarbij strijders die zich ervan bewust zijn dat een onvermijdelijke nederlaag tot ondergang van hun vesting of stad gaat leiden, in vol ornaat overgaan tot een roekeloze aanval waarbij zij allen de dood zoeken.

## Betekenis
De achterliggende gedachte is dat in deze hopeloze situatie de dood de enige eervolle uitweg vormt. Voor Rajputs, de kaste waartoe deze strijders behoren is het plicht om in deze situatie de strijd boven het leven te verkiezen. Daarmee wordt ook de bestemming van dit leven vervuld en wordt het sterven ook een verlossing.

## Voorbereiding
Wie op deze wijze de dood zocht trok oorspronkelijk ten strijde gewapend met een bijl en een drietand en had zijn haar in de war, bestrooid met as. Vanaf de dertiende eeuw trokken de Rajputs bij een saka saffraankleurige kleren aan. Dit geel is in het hindoeïsme een heilige kleur, die ook door monniken wordt gedragen. Voordat hij deze kleren aandeed, was er een rituele reiniging en schilderde hij met rode verf de tekens voor chakra en shankha op zijn lichaam. Op zijn hoofd droeg hij een speciale met edelstenen versierde tulband, de mor. Deze tulband droeg hij verder uitsluitend als bruidegom bij zijn huwelijk. 

## Jauhar
De saka' werd vaak voorafgegaan door een jauhar, waarbij de vrouwen van de Rajputs zich gezamenlijk in de vlammen van een brandstapel wierpen. 

## Voorbeelden
De bekendste saka en jauhar vonden plaats in 1303 toen Alauddin Khalji de stad Chittorgarh veroverde. Deze rituelen herhaalden zich in deze stad in 1535 bij de verovering door Bahadur Shah, sultan van Gujarat, en in 1568 bij de verovering door Akbar de Grote. Ook in andere versterkte plaatsen van de Rajputs hebben saka's plaatsgevonden.
De genoemde Alauddin Khalji was in 1302 bij de verovering van Jaisalmer ook al geconfronteerd met een saka en jauhar toen hij die stad na een beleg van 7 jaar innam.